# Zuid-Thürings voetbalkampioenschap 1931/32
In 1931/32 werd het dertiende voetbalkampioenschap van Zuid-Thüringen gespeeld, dat georganiseerd werd door de Midden-Duitse voetbalbond. 
SV 08 Steinach werd kampioen en plaatste zich voor de Midden-Duitse eindronde. De club verloor meteen van FC Thüringen Weida.

## Gauliga
| Plaats | Club                    | Wed. | W  | G | V  | Saldo | Ptn.  |
| ------ | ----------------------- | ---- | -- | - | -- | ----- | ----- |
| 1.     | SV 1908 Steinach        | 18   | 14 | 1 | 3  | 42:18 | 29:7  |
| 2.     | VfL 07 Neustadt         | 18   | 11 | 4 | 3  | 40:20 | 26:10 |
| 3.     | VfB 1907 Coburg         | 18   | 11 | 2 | 5  | 39:20 | 24:12 |
| 4.     | 1. FC 07 Lauscha        | 17   | 7  | 3 | 7  | 27:25 | 17:17 |
| 5.     | SC 06 Oberlind          | 18   | 6  | 5 | 7  | 28:31 | 17:19 |
| 6.     | SC 1919 Effelder        | 18   | 5  | 4 | 9  | 29:41 | 14:22 |
| 7.     | 1. SC Sonneberg 04      | 18   | 4  | 5 | 9  | 26:31 | 13:23 |
| 8.     | FC Viktoria 1909 Coburg | 18   | 5  | 3 | 10 | 28:40 | 13:23 |
| 9.     | SpVgg Neuhaus-Igelshieb | 17   | 5  | 3 | 9  | 22:34 | 13:21 |
| 10.    | 1. FC Köppelsdorf 1910  | 18   | 4  | 4 | 10 | 21:42 | 12:24 |

|  | Kampioen, geplaatst voor Midden-Duitse eindronde |
|  | Degradatie                                       |